# Uranophora quadrimaculata
Uranophora quadrimaculata är en fjärilsart som beskrevs av Heinrich Benno Möschler 1872. Uranophora quadrimaculata ingår i släktet Uranophora och familjen björnspinnare. Inga underarter finns listade i Catalogue of Life.